# Hitcher (film, 2007)
Pour les articles homonymes, voir Hitcher.
Pour plus de détails, voir Fiche technique et Distribution.
Hitcher ou L'Auto-stoppeur au Québec (The Hitcher) est un film américain réalisé par Dave Meyers, sorti en 2007. C'est un remake du film homonyme réalisé par Robert Harmon en 1986.

## Synopsis
Jim Halsey et Grace Andrews forment un jeune couple, en voyage à travers le Nouveau-Mexique, au volant d'une Oldsmobile 442, pour rejoindre le lake Havasu. Sur la route, ils rencontrent un étrange auto-stoppeur et décident de l'aider. Ils sont loin d'imaginer qu'ils sont face à un dangereux meurtrier du nom de John Ryder. Le couple parviendra à prendre la fuite, John va alors se venger en commettant une série de meurtres dont le jeune couple va être accusé.

## Fiche technique
- Titre français : Hitcher
- Titre québécois : L'Auto-stoppeur
- Titre original : The Hitcher
- Réalisation : Dave Meyers
- Scénario : Eric Red, Jake Wade Wall et Eric Bernt
- Production : Michael Bay, Andrew Form (en), Bradley Fuller, Alfred Haber, Alma Kuttruff et Charles R. Meeker
- Sociétés de production : Focus Features, Intrepid Pictures et Platinum Dunes
- Budget : 10 millions de $
- Musique : Steve Jablonsky
- Photographie : James Hawkinson
- Montage : Jim May
- Décors : David Lazan
- Costumes : Leeann Radeka
- Pays d'origine :  États-Unis
- Format : Couleurs - 2,35:1 - DTS / Dolby Digital - 35 mm
- Genre : Thriller
- Durée : 84 minutes
- Dates de sortie[1] :
  -  États-Unis : 19 janvier 2007
  -  France,  Belgique : 9 mai 2007
- Film interdit aux moins de 16 ans lors de sa sortie en salles, interdit aux moins de 12 ans à la télévision.

## Distribution
Légende : Version Française = VF et Version Québécoise = VQ
- Sean Bean (VF : Emmanuel Jacomy ; VQ : Benoit Rousseau) : John Ryder
- Sophia Bush (VF : Barbara Delsol ; VQ : Camille Cyr-Desmarais) : Grace Andrews
- Zachary Knighton (VF : Damien Boisseau ; VQ : Hugolin Chevrette) : Jim Halsey
- Neal McDonough (VF : Bruno Dubernat ; VQ : Tristan Harvey) : le lieutenant Esteridge
- Lauren Cohn : Marlene
- Yara Martinez : Beth
- Jeffrey Hutchinson (VQ : Frédérik Zacharek) : le jeune père
- Kyle Davis (VQ : Frédéric Paquet) : l'employé du magasin de Buford
- Skip O'Brien (VQ : Claude Préfontaine) : le shérif Harlan Bremmer Sr.
- Travis Schuldt (VQ : Patrice Dubois) : l'adjoint Harlan Bremmer Jr.
- Danny Bolero : l'officier Edwards
- Kurt Grossi : l'officier Franklin
- Damon Carney : le négociateur

## Autour du film
- Le tournage s'est déroulé du 12 juin au 10 août 2006 à Austin, Santa Fe et Taylor.
- La voiture de Jim est une Oldsmobile 442.
- Dans la scène de l'hôtel présente vers la fin du métrage, le personnage de Grace regarde le film Les Oiseaux (1963).

## Bande originale
- Closer, interprété par Nine Inch Nails
- Move Along, interprété par The All-American Rejects
- Out of My Hands, interprété par Dave Matthews Band
- How We Operate, interprété par Gomez
- Fallin' in Love Again, interprété par Hamilton, Joe Frank & Reynolds
- Building Up to Feel So Good, interprété par The Velcro Pygmies
- On and On, interprété par Stephen Bishop
- From Here I Can Almost See the Sea, interprété par David Gray
- Don't Give Up on Us, interprété par David Soul
- Remember, interprété par Al Parsons
- The Cowboy, interprété par Speier

## Distinctions
- Prix de la meilleure actrice dans un film d'horreur pour Sophia Bush, lors des Teen Choice Awards en 2007.